# 徐囡囡
徐囡囡（1978年11月16日—），籍貫遼寧本溪，中國自由式滑雪女子運動員。

## 生涯
徐囡囡的教練是為王洪彬，她於1995年的第8屆全國冬季運動會中的女子自由式滑雪空中技巧小項得第6名，次年，徐囡囡於世界杯名列第9位，而在亞洲冬季運動會中取得一面的銀牌。
在1997年，徐囡囡在世界杯的成績有所提升，得到亞軍，而在世界錦標賽中得第9位，另外的全國錦標賽成為冠軍得主。翌年，年僅16歲的徐囡囡於長野冬季奧運中獲得寶貴的銀牌。而在及後的1年，徐囡囡在世錦賽取得第8位，並在九冬運以及全國錦標賽成為冠軍得主。
2001年，徐囡囡在世界錦標賽名列第7、世界杯、全國錦標賽以及全國冠軍賽都贏得冠軍。及後的1年，徐囡囡在鹽湖城冬季奧運得12位、世界杯獲得季軍。2003年，徐囡囡在十冬運奪金、世錦賽名列第18位，而在世界杯的多個分站之中都取得好成績，如在美國和澳洲都贏得冠軍。
2004年，徐囡囡在世界杯得第9和第12位，在2005年中，於世界杯取冠及亞。新一年，徐囡囡在都靈冬季奧運的自由式滑雪的女子空中技巧小項中，先於初賽以172.01分掛名第7位出線決賽，而在決賽中，徐囡囡最終以191.23分，排名第4位，與獎牌無緣。